# Suite compostelana
La Suite Compostelana és una obra escrita pel compositor català Frederic Mompou a Santiago de Compostela l'any 1962 i dedicada al guitarrista Andrés Segovia. És una de les poques obres que Mompou va escriure per guitarra.

## Context històric i social
L'obra es va escriure a la ciutat de Santiago de Compostela l'any 1962, dècada en la qual seguia vigent a España la dictadura de Francisco Franco. A poc a poc, durant la dècada dels 60 es va anar desenvolupant l'economia gràcies a l'entrada del mercat espanyol dins de l'europeu (fins a aquell moment el règim havia utilitzat mesures proteccionistes). Aquest progrés va suposar un impacte positiu per a les grans ciutats (entre elles Santiago de Compostela) que van esdevenir pols per a la vida cultural i social del país.
El caràcter totalitari del règim seguia present a Espanya i tot aquell que dissentia amb la dictadura havia d'emigrar. No va ser aquest el cas de Mompou, que al tornar al 1941 de París no es va oposar públicament a la dictadura. D'aquesta manera Mompou va poder portar una vida tranquil·la dins de la dictadura, motiu sense el qual no hagués pogut viatjar a Santiago de Compostela  i per tant no hagués compost la Suite Compostelana.

## Història de l'obra
Quatre anys abans de la composició de l'obra van succeir a la vida de Mompou un seguit de fets que van conduir al compositor a escriure la Suite Compostelana. L'any 1958 va morir el poeta i editor Josep Janés, la gran amistat que tenien Mompou i Janés havia generat quatre cançons basades en poemes de Janés (Damunt de tu només les flors, Aquesta nit un mateix vent, Jo et pressentia com la mar i Fes-me la vida transparent). La pèrdua de Josep Janés va suposar un cop dur per Mompou qui va iniciar un procés de substitució afectiva que el va apropar als joves músics en el paper de professor. Aquest fet determinant el va acabar portant a treballar com a docent en els cursos de Música en Compostela. 
Aquests cursos a Compostela van ser determinants per la composició de la Suite Compostelana i altres obres basades en el folklore gallec. La idea dels cursos a Compostela va néixer d'un esmorzar entre José Miguel Ruiz Morales (director general de relacions culturals del ministeri d'afers exteriors) i l'eminent guitarrista Andrés Segovia. José Miguel va proposar a Andrés Segovia crear un curs avançat de guitarra en alguna ciutat d'España, Segovia va contestar entusiasmat: “¡ha sido la ilusión de mi vida!¡Adelante, cuenta con todo mi apoyo!”. El curs al final no va ser només per l'estudi avançat de la guitarra sinó que va ser un curs destinat a promocionar la música espanyola i a donar l'oportunitat als joves intèrprets d'estudiar amb grans músics espanyols. Els primers cursos es van impartir al 1958 i Mompou va estar des dels inicis impartint classes de piano. Als cursos van assistir personalitats com Conchita Badía i Alicia Larrocha.
Andrés Segovia i Mompou ja es coneixien i s'admiraven mútuament abans de retrobar-se als cursos de Santiago. El guitarrista va treballar  durant tota la seva carrera per ampliar el repertori de la guitarra clàssica demanant a grans compositors que escriguessin també per a guitarra.
Per tal de seguir ampliant el repertori de guitarra Segovia va demanar a Mompou que escrigués una obra que tingués elements del folklore gallec i que tingués la categoria de peça de concert. Així va néixer al 1962 la Suite Compostelana que consta de sis moviments inspirats en el folklore gallec.

Andrés Segovia va ajudar a Mompou  en el procés compositiu de l'obra, ja que era la primera obra que Frederic escrivia per a guitarra. Segovia va recomanar a Mompou digitacions, articulacions, timbres, etc. La següent carta és un bon exemple:
”Querido Federico: Borré los dos sostenido porque tú no los pusiste en tu partitura, tal como la verás en París, si allí nos encontramos. La llevaré para eso. Después los has añadido y es lástima porque me gusta más el acorde anterior (…).  
(…) Te mando esta carta con la prisa que deseas. Permaneceremos en Madrid hasta el próximo viernes, 15, día en que volamos hacia Londres. Si quieres que persista la versión de ese acorde con los dos sostenidos, háblame por teléfono y yo te diré los dedos que has de poner junto a las notas alteradas. Pero insisto en que oigas la primera versión y verás que tengo razón en aconsejarte que la dejes así. Esas alteraciones son un tropiezo del oído en la sana fluidez harmónica de esa frase. 
Saludos a tu esposa de nuestra parte y recibe tú de ambos un fuerte abrazo.
    Andrés Segovia
    11 –Marzo 1964”
L'obra la va estrenar el mateix Andrés Segovia el gener del 1964 al Town Hall de Nova York. L'obra va ser ben acollida pel públic nord-americà, fet que va portar a Segovia a enregistrar la suite en el seu repertori de concert i a enregistrar-la en els discos Interprete les Catalans (1967) i Suite in modo Polonico/Suite compostel·lana (1967).

## Anàlisis de la Suite[5][7][8]

### Preludi
El primer moviment s'articula en tres seccions diferenciades que formen una estructura ABA’ més una Coda.
A la primera secció apareixen dos motius bàsics, el motiu A apareix als quatre primers compassos i es caracteritza per l'ús del si com a nota pedal. El motiu B apareix al cinquè compàs i usa de manera recurrent el lligat, el compàs també passa de 9/8 a 6/8.
El caràcter modal de tot el moviment atorga al preludi un caràcter evocador i romàntic. Mompou combina a la segona secció aquest caràcter modal amb harmonies modernes, cromatismes i dissonàncies.
A la reexposició torna a predominar el caràcter modal. El preludi finalitza en la tonalitat de la subdominant.

### Coral
Amb les indicacions Lento-legato i el títol de la peça (Coral) Mompou ja exposa les característiques bàsiques d'aquest moviment. La textura és coral a quatre veus en una tonalitat de Fa sostingut menor i amb un metre de 2/4. L'obra es construeix amb tres frases de 8 compassos cada una.
En aquest moviment predomina un caràcter íntim i reflexiu. Mompou elabora el discurs musical d'aquest moviment com una fluctuació entre harmonies contemporànies (dissonàncies en temps forts) i resolucions consonants triàdiques. 

### Cançó de Bressol
Aquest moviment té una estructura tripartida ABA’. El motiu principal consta únicament de tres notes descendents. Aquesta melodia es acompanyada per un simple arpegi. La secció central té un caràcter més líric, recorda algunes textures corals.

### Recitatiu
El Recitatiu és el moviment on apareixen més intervals dissonants y augmentats. El mateix títol remet a un tipus d'escriptura vocal que sembla que es relaciona amb la textura del moviment. En el aquest recitatiu s'utilitza el mode Locri. 

### Cançó
Aquest moviment està escrit en La menor i en 3/4. L'estructura d'aquest penúltim moviment és bastant quadrada, ja que s'articula en frases de vuit compassos. L'estructura d'aquest moviment és de rondó variat: ABA’CA’ (més una Coda).
El registre de la melodia, el tipus d'harmonia i els ritmes evidencien el caràcter popular del moviment.

### Muiñeira
En aquest moviment apareix la referència més clara a la cultura gallega, el ball de la “Muñeira”. Aquesta es una dansa característica de Galicia i les seves característiques musicals són les següents: tonalitats major (per la gaita gallega); fórmula rítmica característica de corxera puntejada, seguida de una semicorxera i d'una corxera dins d'un compàs de 6/8; les frases musicals són de 8 compassos i es divideixen en dos períodes (antecedent i conseqüent); 
La forma és tripartida (ABA’) i les frases són quadrades de vuit compassos. 